# Milaan-San Remo 1947
De 38e editie van de wielerklassieker Milaan-San Remo werd gereden op 19 maart 1947. De wedstrijd werd gewonnen door de Italiaan Gino Bartali die aan de finish een kleine vier minuten sneller was dan zijn landgenoot Ezio Cecchi. Eerste Belg was Albert Sercu op een negende plaats.

## Deelnemersveld
Er kwamen 132 wielrenners aan de start, waarvan er 39 de finish zouden halen.
| Deelnemende teams | Deelnemende teams |
| ----------------- | ----------------- |
| Allegro           | Amberg            |
| Arbos-Talbot      | Benotto           |
| Fuchs             | Legnano           |
| Mondia            | Monterosa         |
| Olmo-Fulgor       | Ray               |
| Santamaria        | Viscontea         |
| Wally             | Welter            |
| Wilier            |                   |

## Uitslag
| Milaan–San Remo 1947 |                    |                |          |
| Plaats               | Naam               | Ploeg          | Tijd     |
| Winnaar              | Gino Bartali       | Legnano        | 8u33'00" |
| 2                    | Ezio Cecchi        | Welter         | +3'57"   |
| 3                    | Sergio Maggini     | Benotto        | +9'00"   |
| 4                    | Luciano Maggini    | Benotto        | z.t.     |
| 5                    | Osvaldo Bailo      | Welter         | z.t.     |
| 6                    | Olimpio Bizzi      | Viscontea      | z.t.     |
| 7                    | Fiorenzo Magni     | Viscontea      | z.t.     |
| 8                    | Vito Ortelli       | Benotto        | z.t.     |
| 9                    | Albert Sercu       | Arbos - Talbot | +15'00"  |
| 10                   | Giordano Cottur    | Wilier         | z.t.     |
| 11                   | Guido De Santi     | Wilier         | z.t.     |
| 12                   | Egidio Marangoni   | Wally          | z.t.     |
| 13                   | Gildo Monari       | Wilier         | z.t.     |
| 14                   | Emilio Croci Torti | Olmo-Fulgor    | +18'50"  |
| 15                   | Pietro Tarchini    | Allegro        | +21'00"  |
| 16                   | Antonio Covolo     | Monterosa      | z.t.     |
| 17                   | Giulio Bresci      | Welter         | +22'30"  |
| 18                   | Karl Litschi       | Mondia         | z.t.     |
| 19                   | Fermo Camellini    | Ray            | z.t.     |
| 20                   | Amerigo Agati      | Wally          | +26'25"  |

1907 · 1908 · 1909 · 1910 · 1911 · 1912 · 1913 · 1914 · 1915 · 1916 · 1917 · 1918 · 1919 · 1920 · 1921 · 1922 · 1923 · 1924 · 1925 · 1926 · 1927 · 1928 · 1929 · 1930 · 1931 · 1932 · 1933 · 1934 · 1935 · 1936 · 1937 · 1938 · 1939 · 1940 · 1941 · 1942 · 1943 · 1944 · 1945 · 1946 · 1947 · 1948 · 1949 · 1950 · 1951 · 1952 · 1953 · 1954 · 1955 · 1956 · 1957 · 1958 · 1959 · 1960 · 1961 · 1962 · 1963 · 1964 · 1965 · 1966 · 1967 · 1968 · 1969 · 1970 · 1971 · 1972 · 1973 · 1974 · 1975 · 1976 · 1977 · 1978 · 1979 · 1980 · 1981 · 1982 · 1983 · 1984 · 1985 · 1986 · 1987 · 1988 · 1989 · 1990 · 1991 · 1992 · 1993 · 1994 · 1995 · 1996 · 1997 · 1998 · 1999 · 2000 · 2001 · 2002 · 2003 · 2004 · 2005 · 2006 · 2007 · 2008 · 2009 · 2010 · 2011 · 2012 · 2013 · 2014 · 2015 · 2016 · 2017 · 2018 · 2019 · 2020 · 2021 · 2022 · 2023 · 2024 · 2025
Lijst van beklimmingen